# Скарлетт, Дебра
Дебра Скарлетт (норв. Debrah Scarlett, род. 20 июля 1993, Базель, Швейцария) — норвежско-швейцарская певица и автор песен. В 2013 году принимала участие в норвежской версии шоу «Голос». В дуэте с Мёрланном представляла Норвегию на конкурсе «Евровидение-2015» с песней «A Monster Like Me» и заняла восьмое место.

## Личная жизнь
Дебра Скарлетт родилась 20 июля 1993 года в Базеле. Родители Дебры — норвежцы. Когда девочке было шесть лет, семья переехала в Норвегию, в коммуну Ниттедал. Через четыре года семья вернулась в Швейцарию.

## Дискография

### Альбомы
| Название    | Детали                                                               |
| ----------- | -------------------------------------------------------------------- |
| DYS(U)TOPIA | - Релиз: 17 марта 2017 - Лейбл: Radicalis - Форматы: цифровой альбом |

### Синглы
| Название                                  | Год  | Позиции в чартах | Позиции в чартах | Позиции в чартах | Позиции в чартах | Позиции в чартах |
| Название                                  | Год  | Норвегия         | Австрия          | Германия         | Швейцария        |                  |
| ----------------------------------------- | ---- | ---------------- | ---------------- | ---------------- | ---------------- | ---------------- |
| "A Monster Like Me" (в дуэте с Мёрланном) | 2015 | 23               | 17               | 92               | 45               |                  |
| "To Figure"                               | 2016 | —                | —                | —                | —                |                  |
| "Cynical Youth"                           | 2017 | —                | —                | —                | —                |                  |